# Kanikebo
Kanikebo är en by i Östervåla socken, Heby kommun.
Kanikebo omtalas i dokument första gången 1409 ("j kanukabodhum"). Under 1500-talet upptas Kanikebo i jordeboken som 1 mantal skatte om 3 öresland med kyrkoutjord i Klementsbo ("Clemettsboda") från 1548 och skatteäng i Kanikebo 1569. Förleden i bynamnet kär kanik. Gården har troligen ägts eller bebotts av någon kanik vid Uppsala domkyrka under medeltiden.
Bland bebyggelser på ägorna märks Grinda, ett torp från 1700-talet, beläget vid landsvägen mellan Tierp och Östervåla kyrkby på den gamla gränsen mot Buckarby, där troligen en eller flera grindar funnits. Linds och Lindstorp är två före detta soldattorp vid roten 319 vid Västmanlands regemente för Kanikebo, Ginka och Långgärde, vars soldater från 1777 hette Lind. Klementsbo, som finns dokumenterad som kyrkoutjord under 1500-talet, anges som öde 1569, har inte haft någon dokumenterad bebyggelse. Den kallas 1850 Klementsbo Utjord och utgör vad som är nordligaste ägokilen av byns nuvarande ägor. Pickhus är en försvunnen backstuga strax norr om Grinda, riven omkring 1900. En backstuga fanns på platsen redan på 1700-talet.